# Harriet Bruce-Annan
Harriet Dansowaa Bruce-Annan (Geburtsname: Grace Akosua Dansowaa Ani-Agyei; * 1965 in Accra, Ghana) ist eine in Düsseldorf lebende ghanaische Programmiererin. Bekannt wurde sie als Gründerin des Hilfsvereins African Angel, der Kinder aus dem Armenviertel Accra-Bukom unterstützt und ihnen eine Ausbildung ermöglicht.

## Leben und Wirken
Bruce-Annan wurde im Jahr 1965 in Accra geboren. Ihre Kindheit verbrachte sie im Stadtteil Adabraka. Regelmäßig besuchte sie ihre Großmutter, welche im Armenviertel Bukom leben musste. Das dort herrschende Leid bekam sie bereits im Kindesalter mit. Dank der Hilfe ihres Onkels studierte sie Programmierung in Ghana. Ihr erster Arbeitsplatz war dort in einer deutschen Computerfirma. 1990 wanderte sie mit ihrem Mann nach Deutschland aus, nachdem dieser ihr eine bessere Ausbildung in Europa versprochen hatte. Aufgrund mehrerer Missbrauchsfälle flüchtete sie in ein Frauenhaus in Düsseldorf. Dort arbeitete sie zunächst als Pflegehelferin, dann als Klofrau auf der Düsseldorfer Messe und in der Kneipe Zum goldenen Einhorn, Ratinger Straße. Hier begann sie, Geld zu sammeln und damit Waisenkinder in den Slums von Bukom in Accra zu unterstützen. Gemeinsam mit sechs weiteren Personen gründete sie am 15. September 2002 den Verein African Angel, der Kinder aus dem Armenviertel Bukom unterstützt, insbesondere Waisenkinder, und ihre schulische und berufliche Ausbildung finanziert.
Bruce-Annan wurde im Jahr 2008 zu einer Konferenz des Berliner Senats eingeladen. Dort wurde die Rolle von Wissen in der internationalen Migration diskutiert. Im Jahr 2009 war Bruce-Annan in den Fernsehsendungen NDR Talk Show und Markus Lanz zu sehen. Seit mehreren Jahren tourt Bruce-Annan durch Deutschland und Österreich, um ihr Projekt vorzustellen.

## Auszeichnungen
Am 31. März 2011 wurde sie bei einer Gala in Berlin von der Zeitschrift Bild der Frau zur „Heldin des Alltags“ gekürt und mit einem Preisgeld von 30.000 Euro ausgezeichnet. Anlässlich des Weltfrauentags bekam sie im März 2013 das Verdienstkreuz am Bande der Bundesrepublik Deutschland verliehen.